# 2024 à la télévision
 (mai 2025).
Si vous disposez d'ouvrages ou d'articles de référence ou si vous connaissez des sites web de qualité traitant du thème abordé ici, merci de compléter l'article en donnant les références utiles à sa vérifiabilité et en les liant à la section « Notes et références ».
| Années de la télévision : 2021 - 2022 - 2023 - 2024 - 2025 - 2026 - 2027    |
| Décennies de la télévision : 1990 - 2000 - 2010 - 2020 - 2030 - 2040 - 2050 |

Cet article présente les faits marquants de l'année 2024 à la télévision.

## Événements

### Janvier
- 8 janvier : TF1 lance une matinale Bonjour ! La Matinale, présenté par Bruce Toussaint. Ce même jour est lancé TF1+ et Tfou sur TFX.
- 9 janvier : Poulets grillés (série télévisée):  saison 2
- 11 janvier : Rivière-Perdue, série diffusée sur TF1
- 19 janvier : Dream Team : la relève des stars, émission musicale sur TF1

### Février
- 10 février : Flair de famille série franco-belge de Didier Bivel, avec Sylvie Testud et Samuel Labarthe, deuxième épisode : “Envies de meurtre”, sur France 2.
- 16 février : FEM série canadienne : saison 1 sur Unis TV.
- Du 16 février au 26 avril : Diffusion de la Saison 13 de Danse avec les stars présenté par Camille Combal.
- 26 février : Discovery Science laisse sa place à TLC, L'extraordinaire au quotidien aux alentours de 6 h.

### Mars
- 4 mars : le nouvel habillage de France 24.
- 11 mars : le grand retour du Juste Prix sur M6.

### Avril
- 4 avril : Retour de la saison 12 de la série d'horreur American Horror Story à la télévision après avoir été arrêtée à la suite de la grève SAG-AFTRA.
- 8 avril : Le nouvel habillage d'AB1.
- 23 avril : le grand retour de Secret Story sur TF1 après 7 ans d’absence pour une douzième saison.

### Mai
- 6 mai : Nouveau décor, nouveau générique, nouvelles cartes de la météo sur M6.
- 7, 9 et 11 mai : diffusion du Concours Eurovision de la chanson 2024 en direct de la Malmö Arena de Malmö en Suède sur France 4 (2 demi-finales) et France 2 (Finale).
- 14 mai : Lancement de la plateforme de streaming M6+.

### Juin
- Du 14 juin au 14 juillet : diffusion de l'Euro 2024 sur TF1, M6 et Bein Sports.
- 29 juin : Diffusion des 35 ans du jeu télévisé Fort Boyard sur France 2 présenté par Olivier Minne.

### Juillet
- 24 juillet : l'Arcom ne renouvelle pas les fréquences de TNT pour les chaînes C8 et NRJ 12, première fois en France depuis l'existence d'une autorité indépendante que des chaînes de télévision perdent leur fréquence[1]. Les fréquences libérées sont attribuées aux nouvelles chaînes OFTV du groupe de presse SIPA Ouest-France et Réels TV du groupe CMI France.
- Du 26 juillet au 11 août : Jeux Olympiques d'été de Paris 2024 sur France Télévisions et Eurosport

### Août
- 26 août: première diffusion des tirages EuroDreams sur TF1 avec Justine Aucello.
- 30 août : première diffusion de Respira sur Netflix, série médicale espagnole de Carlos Montero traitant de la crise des urgences à Valence, avec Najwa Nimri, Aitana Sánchez-Gijón et Manu Rios[2].

### Septembre
- 9 septembre : 
  - Arrivée d'Un si grand soleil sur France 3.
  - La première de Cyril Féraud dans Tout le monde veut prendre sa place sur France 2.
  - La première de Théo Curin dans Slam sur France 3.
- 16 septembre : La première de Flavie Flament et Julien Arnaud dans Télématin sur France 2. Nouveau générique de Slam sur France 3.
- 20 septembre : Le retour de Qui veut gagner des millions ? présenté par Arthur sur TF1.
- 25 septembre : La chaîne jeunesse Cartoon Network cessa d'émettre sur la TNT puis fusionne

### Octobre
- 19 octobre: L'agence Gédéon retravaille sur l'habillage d'Okoo,

### Novembre
- 4 novembre : Les 40 ans de Canal+.
- 5 novembre : France 3 lance les programmes signés Ici.

### Décembre
- 9 décembre: Les 5 ans d'Okoo

## Documentaires
| Titre                                                | Disney+    | Netflix     | Prime Video |
| ---------------------------------------------------- | ---------- | ----------- | ----------- |
| Bien dans son assiette : La preuve par deux          |            | 1er janvier |             |
| Les Escrocs de la crypto                             |            | 1er janvier |             |
| Betrayal : Le mari parfait                           | 3 janvier  |             |             |
| Break Point                                          |            | 10 janvier  |             |
| Dance Life                                           |            |             | 18 janvier  |
| Histoires d'amour et d'autisme                       |            | 19 janvier  |             |
| Squeezie : Merci Internet                            |            | 19 janvier  |             |
| Six Nations : Au contact                             |            | 24 janvier  |             |
| 1001 vraies pattes                                   | 24 janvier |             |             |
| Rael : le prophète des extraterrestres               |            | 7 février   |             |
| Lover, Stalker, Killer : L'ex de l'extrême           |            | 9 février   |             |
| Les Filles du gourou                                 | 14 février |             |             |
| Einstein et la bombe                                 |            | 16 février  |             |
| Allons enfants                                       | 16 février |             |             |
| Formula 1 : Pilotes de leur destin                   |            | 23 février  |             |
| Influence(s)                                         |            |             | 28 février  |
| Le programme : Sectes, mensonges et enlèvements      |            | 6 mars      |             |
| Turning Point : L'arme nucléaire et la guerre froide |            | 12 mars     |             |
| Outreau : Un cauchemar français                      |            | 15 mars     |             |
| Madu : le danseur de ballet nigérian                 | 29 mars    |             |             |
| Together : Le triple historique de Manchester City   |            | 2 avril     |             |
| Scène de crime à Berlin : Les nuits sanglantes       |            | 3 avril     |             |
| The Antisocial Network : Mèmes à retardement         |            | 5 avril     |             |
| Les Vérités de Jennifer                              |            | 10 avril    |             |
| Retour sur les berges du Nil                         | 10 avril   |             |             |
| Notre monde vivant                                   |            | 17 avril    |             |
| Tigres                                               | 22 avril   |             |             |
| Thank You, Goodnight : L'odyssée de Bon Jovi         | 26 avril   |             |             |

## Émissions
| Émission             | Saison | Date de début | Date de fin | Présentation         |
| TF1                  | TF1    | TF1           | TF1         | TF1                  |
| -------------------- | ------ | ------------- | ----------- | -------------------- |
| Dream Team           | 1      | 19 janvier    | 26 janvier  | Hélène Mannarino     |
| The Voice            | 13     | 10 février    | 25 mai      | Nikos Aliagas        |
| Danse avec les stars | 13     | 16 février    | 26 avril    | Camille Combal       |
| The Voice Kids       | 10     | 17 août       | 5 octobre   | Nikos Aliagas        |
| Miss France          | 93     | 14 décembre   | 14 décembre | Jean Pierre Foucault |

## Jeux télévisés
| Émission                       | Saison | Date de début | Date de fin  | Présentation     | Notes |
| TF1                            | TF1    | TF1           | TF1          | TF1              | TF1   |
| ------------------------------ | ------ | ------------- | ------------ | ---------------- | ----- |
| Mask Singer                    | 6      | 3 mai         | 22 juin      | Camille Combal   |       |
| Qui veut gagner des millions ? |        | 20 septembre  | 27 septembre | Arthur           |       |
| Le Maître du jeu               | 1      | 11 octobre    | 25 octobre   | Laurent Ruquier  |       |
| M6                             |        |               |              |                  |       |
| Le Juste Prix                  |        | 11 mars       | En cours     | Éric Antoine     |       |
| Prime Video                    |        |               |              |                  |       |
| LOL : qui rit, sort !          | 4      | 16 février    | 24 février   | Philippe Lacheau |       |

## Télé-réalité
| Émission                             | Saison | Date de début | Date de fin  | Présentation                              |
| TF1                                  | TF1    | TF1           | TF1          | TF1                                       |
| ------------------------------------ | ------ | ------------- | ------------ | ----------------------------------------- |
| Koh-Lanta : Les Chasseurs d'immunité | 25     | 13 février    | 4 juin       | Denis Brogniart                           |
| Familles nombreuses : la vie en XXL  | 8      | 26 février    | 11 octobre   |                                           |
| Secret Story                         | 12     | 23 avril      | 18 juin      |                                           |
| Koh-Lanta : La Tribu maudite         | 26     | 20 août       | 3 décembre   | Denis Brogniart                           |
| Star Academy                         | 12     | 12 octobre    | 25 janvier   | Nikos Aliagas                             |
| W9                                   |        |               |              |                                           |
| L'Île de la tentation                | 10     | 18 janvier    | 11 mars      |                                           |
| Les Apprentis Aventuriers            | 7      | 22 février    | 29 mars      |                                           |
| Arnacœur ou prince charmant          | 1      | 25 mars       |              |                                           |
| The Power                            | 1      | 1er avril     | 17 mai       |                                           |
| Les Apprentis Champions              | 1      | 27 mai        |              |                                           |
| Les Cinquante                        | 3      | 5 septembre   | 11 novembre  |                                           |
| TFX                                  |        |               |              |                                           |
| La Villa des cœurs brisés            | 9      | 12 août       | 25 octobre   |                                           |
| Détox ta maison                      | 3      | 30 octobre    | 26 mars      | Élodie Villemus                           |
| 6ter                                 |        |               |              |                                           |
| Les Mamans                           | 4      | 25 mai        | 20 juillet   |                                           |
| Disney+                              |        |               |              |                                           |
| La villa Vanderpump                  | 1      | 1er avril     | 20 mai       | Renouvelée                                |
| Les Kardashian                       | 5      | 23 mai        | 25 juillet   | Renouvelée pour 2 saisons supplémentaires |
| Netflix                              |        |               |              |                                           |
| Love Is Blind : Suède                | 1      | 12 janvier    | 28 janvier   | Renouvelée                                |
| Love Is Blind                        | 6      | 14 février    | 13 mars      | Renouvelée                                |
| Mauvais joueurs                      | 1      | 17 avril      | 1er mai      |                                           |
| The Circle Game : États-Unis         | 6      | 17 avril      | 8 mai        | Renouvelée                                |
| Selling the OC                       | 3      | 3 mai         | 3 mai        |                                           |
| Prime Vidéo                          |        |               |              |                                           |
| Popstars                             | 6      | 12 septembre  | 19 septembre |                                           |

## Concerts et spectacles
| Spectacle                         | Date        | Heure | Présentation |
| W9                                | W9          | W9    | W9           |
| --------------------------------- | ----------- | ----- | ------------ |
| Dua Lipa at the Royal Albert Hall | 28 Décembre | 00h30 | Dua Lipa     |

## Téléfilms
| Titre                   | RTBF | RTL tvi | RTS | TF1         | France 2  | France 3   | Canal+    | M6 |
| ----------------------- | ---- | ------- | --- | ----------- | --------- | ---------- | --------- | -- |
| Un destin inattendu     |      |         |     |             | 3 janvier |            |           |    |
| Dans 5 ans              |      |         |     |             |           |            | 3 janvier |    |
| Poulets grillés         |      |         |     |             |           | 9 janvier  |           |    |
| En attendant un miracle |      |         |     |             |           | 11 janvier |           |    |
| Section de recherche    |      |         |     | 1er février |           |            |           |    |

## Séries télévisées en France

### Diffusées à la télévision
| Série                                | Saison     | Date de début | Date de fin  |
| TF1                                  | TF1        | TF1           | TF1          |
| ------------------------------------ | ---------- | ------------- | ------------ |
| Plus belle la vie, encore plus belle | 1          | 8 janvier     | 20 décembre  |
| Sam                                  | 7          | 8 janvier     | 22 janvier   |
| Esprits criminels                    | 16         | 10 janvier    | 31 janvier   |
| Rivière-Perdue                       | 1          | 11 janvier    | 25 janvier   |
| Le Fil d'Ariane                      | 1          | 29 janvier    | 29 janvier   |
| La Tribu                             | 1          | 5 février     | 19 février   |
| New York, unité spéciale             | 24         | 5 février     | 30 septembre |
| The Resident                         | 6          | 7 février     | 28 février   |
| Léo Mattéï, Brigade des mineurs      | 11         | 15 février    | 7 mars       |
| Lycée Toulouse-Lautrec               | 2          | 4 mars        | 18 mars      |
| L'affaire Jacob Barber               | 1          | 6 mars        | 13 mars      |
| Mercato                              | 1          | 14 mars       | 4 avril      |
| Doc                                  | 3          | 20 mars       | 8 mai        |
| Dr. Bash                             | 1 et 2     | 20 mars       | 17 avril     |
| Le Négociateur                       | 1          | 25 mars       | 8 avril      |
| Mademoiselle Holmes                  | 1          | 11 avril      | 25 avril     |
| J'ai tué mon mari                    | 1          | 11 avril      | 18 avril     |
| Les Bracelets rouges                 | 5          | 15 avril      | 29 avril     |
| Attraction                           | 1          | 2 mai         | 10 mai       |
| La Recrue                            | 1          | 6 mai         | 20 mai       |
| Will Trent                           | 1          | 15 mai        |              |
| Florida Mudres                       | 1          | 15 mai        |              |
| HPI                                  | 4          | 16 mai        | 3 octobre    |
| Les Feux de l'Amour                  | 36         | 5 août        | En cours     |
| Ici tout commence                    | 5          | 2 septembre   | En cours     |
| Demain nous appartient               | 8          | 9 septembre   | En cours     |
| Amour, Gloire et Beauté              | 37         | 5 septembre   | En cours     |
| Good Doctor                          | 7          | 11 septembre  | 2 octobre    |
| Brocéliande                          | 1          | 16 septembre  | 30 septembre |
| New York, unité spéciale             | 25         | 7 octobre     | 3 mars       |
| Nightsleeper                         | 1          | 9 octobre     | 23 octobre   |
| Master Crimes                        | 2          | 15 octobre    | 29 octobre   |
| Le Daron                             | 1          | 21 octobre    | 4 novembre   |
| France 2                             |            |               |              |
| Tout pour Agnès                      | 1          | 8 janvier     | 15 janvier   |
| Marianne                             | 2          | 10 janvier    | 24 janvier   |
| France 3                             |            |               |              |
| Tandem                               | Hors-série | 02 janvier    | 02 janvier   |
| Canal+                               |            |               |              |
| Without Sin                          | 1          | 8 janvier     | En cours     |
| M6                                   |            |               |              |
| The Rookie : le flic de Los Angeles  | 4 et 5     | 6 janvier     | 30 mars      |
| NCIS : Enquêtes spéciales            | 21         | 11 mai        | 8 juin       |
| 9-1-1                                | 7          | 27 août       |              |
| Arte                                 |            |               |              |
| La saison du Verseau                 | 1          | 5 janvier     | 5 janvier    |
| Mystery Road : les origines          | 1          | 11 janvier    | En cours     |

### Diffusées sur les plateformes de streaming

#### Séries américaines et britanniques
| Série                                          | Saison  | Date de début | Date de fin  | Notes                                     |
| Disney+                                        | Disney+ | Disney+       | Disney+      | Disney+                                   |
| ---------------------------------------------- | ------- | ------------- | ------------ | ----------------------------------------- |
| FBI Promotion 2009                             | 1       | 3 janvier     | 3 janvier    | Mini-série                                |
| Echo                                           | 1       | 10 janvier    | 10 janvier   | Mini-série                                |
| American Horror Stories                        | 3       | 10 janvier    | 31 octobre   |                                           |
| Black Cake                                     | 1       | 7 février     | 7 février    |                                           |
| Eureka !                                       | 1       | 7 février     | 7 février    |                                           |
| Atlanta                                        | 4       | 14 février    | 14 février   | Dernière saison                           |
| Star Wars: The Bad Batch                       | 3       | 21 février    | 1er mai      | Dernière saison                           |
| Shōgun                                         | 1       | 24 février    | 23 avril     | Mini-série                                |
| Meurtres et Autres Complications               | 1       | 5 mars        | 5 mars       | Annulée                                   |
| Extraordinary                                  | 2       | 6 mars        | 6 mars       |                                           |
| Reservation Dogs                               | 3       | 13 mars       | 13 mars      |                                           |
| X-Men ’97                                      | 1       | 20 mars       | 15 mai       | Renouvelée                                |
| Raven                                          | 5       | 20 mars       | 20 mars      |                                           |
| Bienvenue à Wrexham                            | 2       | 27 mars       | 27 mars      |                                           |
| Philadelphia                                   | 16      | 27 mars       | 27 mars      | Renouvelée pour 2 saisons supplémentaires |
| Nell Rebelle                                   | 1       | 29 mars       | 29 mars      |                                           |
| Iwájú                                          | 1       | 3 avril       | 3 avril      |                                           |
| No Longer Rangers                              | 1       | 7 avril       | 12 mai       |                                           |
| Tracker                                        | 1       | 24 avril      | 10 juillet   | Renouvelée                                |
| Shardlake : Détective de l'ombre               | 1       | 1er mai       | 1er mai      |                                           |
| The Great North                                | 4       | 1er mai       | En cours     | Renouvelée                                |
| Star Wars : Tales of the Empire                | 1       | 4 mai         | 4 mai        |                                           |
| Doctor Who                                     | 1       | 11 mai        | 22 juin      |                                           |
| The Acolyte                                    | 1       | 4 juin        | 17 juillet   | Annulée                                   |
| Clipped                                        | 1       | 4 juin        | 2 juillet    |                                           |
| Queenie                                        | 1       | 7 juin        | 15 juin      |                                           |
| Abbott Elementary                              | 3       | 12 juin       | 14 août      |                                           |
| Sur les ailes de la chance                     | 1       | 19 juin       | 19 juin      |                                           |
| Not Dead Yet                                   | 2       | 3 juillet     | 3 juillet    | Annulée                                   |
| Les Simpson                                    | 35      | 10 juillet    | 10 juillet   |                                           |
| Under the Bridge                               | 1       | 10 juillet    | 10 juillet   | Mini-série                                |
| The Bear                                       | 3       | 17 juillet    | 17 juillet   | Renouvelée                                |
| Will Trent                                     | 2       | 24 juillet    | 11 septembre | Renouvelée                                |
| Futurama                                       | 12      | 29 juillet    | 30 septembre |                                           |
| Solar Opposites                                | 5       | 12 août       | 12 août      | Renouvelée                                |
| Only Murders in the Building                   | 4       | 27 août       | 29 octobre   | Renouvelée                                |
| Hit-Monkey                                     | 2       | 9 septembre   | 9 septembre  |                                           |
| How to Die Alone                               | 1       | 13 septembre  | En cours     |                                           |
| Agatha All Along                               | 1       | 19 septembre  | 31 octobre   | Mini-série                                |
| Netflix                                        |         |               |              |                                           |
| Double piège                                   | 1       | 1er janvier   | 1er janvier  |                                           |
| Les Frères Sun                                 | 1       | 4 janvier     | 4 janvier    | Annulée                                   |
| Griselda                                       | 1       | 25 janvier    | 25 janvier   | Mini-série                                |
| Un jour                                        | 1       | 8 février     | 8 février    | Mini-série                                |
| The Vince Staples Show                         | 1       | 15 février    | 15 février   | Renouvelée pour 2 saisons supplémentaires |
| Avatar, le dernier maître de l'air             | 1       | 22 février    | 22 février   | Renouvelée pour 2 saisons supplémentaires |
| The Gentlemen                                  | 1       | 7 mars        | 7 mars       |                                           |
| Le Problème à trois corps                      | 1       | 21 mars       | 21 mars      | Renouvelée                                |
| Ripley                                         | 1       | 4 avril       | 4 avril      |                                           |
| Mon petit côté vampire                         | 2       | 4 avril       | 4 avril      |                                           |
| Dead Boy Detectives                            | 1       | 25 avril      | 25 avril     |                                           |
| Un homme, un vrai                              | 1       | 2 mai         | 2 mai        |                                           |
| Bodkin                                         | 1       | 9 mai         | 9 mai        |                                           |
| La Chronique des Bridgerton                    | 3       | 16 mai        | 13 juin      | Renouvelée                                |
| Jurassic World : la Théorie du Chaos           | 2       | 24 mai        | 24 mai       |                                           |
| Eric                                           | 1       | 30 mai        | 30 mai       | Mini-série                                |
| Sweet Tooth                                    | 3       | 6 juin        | 6 juin       | Dernière saison                           |
| That '90s Show                                 | 2       | 27 juin       | 22 août      | Annulée                                   |
| Vikings: Valhalla                              | 3       | 11 juillet    | 11 juillet   | Dernière saison                           |
| Cobra Kai                                      | 6       | 18 juillet    | 13 février   | Dernière saison                           |
| La Décaméron                                   | 1       | 25 juillet    | 25 juillet   |                                           |
| Meurtre mode d'emploi                          | 1       | 1er août      | 1er août     |                                           |
| Umbrella Academy                               | 4       | 8 août        | 8 août       | Dernière saison                           |
| Emily in Paris                                 | 4       | 15 août       | 12 septembre | Renouvelée                                |
| Kaos                                           | 1       | 29 août       | 29 août      | Annulée                                   |
| Un couple parfait                              | 1       | 5 septembre   | 5 septembre  | Mini-série                                |
| Monstres : L'histoire de Lyle et Erik Menéndez | 1       | 19 septembre  | 19 septembre | Mini-série                                |
| Nobody Wants This                              | 1       | 26 septembre  | 26 septembre | Renouvelée                                |
| Heartstopper                                   | 3       | 3 octobre     | 3 octobre    |                                           |
| Outer Banks                                    | 4       | 10 octobre    | 7 novembre   |                                           |
| Tomb Raider : La Légende de Lara Croft         | 1       | 10 octobre    | 10 octobre   | Renouvelée                                |
| La Défense Lincoln                             | 3       | 17 octobre    | 17 octobre   |                                           |
| Prime Video                                    |         |               |              |                                           |
| Hazbin Hotel                                   | 1       | 19 janvier    | 2 février    | Renouvelée                                |
| Les Expatriées                                 | 1       | 26 janvier    | 23 février   | Mini-série                                |
| Mr. et Mrs. Smith                              | 1       | 2 février     | 2 février    | Renouvelée                                |
| Le deuxième meilleur hôpital de la galaxie     | 1       | 23 février    | 23 février   |                                           |
| Cross                                          | 1       | 14 novembre   | 14 novembre  |                                           |

#### Séries françaises
- Disney+ : saison 1 de L'Incroyable Yellow Yeti : Code Wintertonien à partir du 31 janvier.
- Prime Vidéo : saison 1 de Nudes à partir du 1er février.
- Netflix : saison 1 de Furies à partir du 1er mars.
- Netflix : saison 1 d'Anthracite à partir du 10 avril.
- Netflix : saison 1 de Fiasco à partir du 30 avril.
- Disney+ : saison 1 de Becoming Karl Lagerfeld à partir du 7 juin.
- Netflix : saison 2 d'En Place à partir du 29 août.
- Netflix : saison 1 de La Cage à partir du 8 novembre.

#### Séries espagnoles
- Disney+ : saison 1 de Cristóbal Balenciaga à partir du 19 janvier.
- Netflix : saison 2 de Machos alfa à partir du 9 février.
- Disney+ : saison 1 de Dans cette vie ou une autre à partir du 17 avril.
- Netflix : saison 2 de Ni una más à partir du 31 mai.
- Netflix : saison 8 d'Élite à partir du 26 juillet.
- Netflix : saison 2 de Respira à partir du 30 août.

#### Séries danoises
- Netflix : saison 2 de Baby Fever à partir du 22 août.

#### Séries italiennes
- Netflix : saison 1 de Supersex à partir du 6 mars.
- Netflix : saison 2 de Nous voulons tous être sauvés à partir du 26 septembre.

#### Séries australiennes
- Netflix : saison 1 de Le Garçon et l'Univers à partir du 11 janvier.
- Disney+ : saison 1 de Le Renard : Prince des voleurs à partir du 17 janvier.
- Netflix : saison 2 de Hartley, cœurs à vif à partir du 11 avril.

#### Séries norvégiennes
- Netflix : saison 1 de Midsummer Night à partir du 11 avril.

#### Séries allemandes
- Netflix : saison 1 de The Signal à partir du 7 mars.

#### Séries coréennes
- Netflix : saison 1, partie 2 de La Créature de Kyŏngsŏng à partir du 4 janvier.
- Netflix : saison 1 de Parasyte : The Grey à partir du 5 avril.
- Disney+ : saison 1 de Blood Free à partir du 10 avril au 8 mai.
- Netflix : saison 2 de Sweet Home à partir du 19 juillet.
- Netflix : saison 1 de Love Next Door à partir du 17 août.
- Netflix : saison 2 de Hellbound à partir du 25 octobre.
- Disney+ : saison 1 de Red Swan à partir du 7 au 31 juillet.

#### Séries japonaises
- Netflix : saison 1 de Let's Talk About Chu à partir du 2 février.
- Disney+ : saison 1 de Sans Land : La série à partir du 20 mars au 1er mai.
- Disney+ : saison 1 de The Fable depuis le 6 avril.
- Disney+ : saison 1 de No Longer Rangers à partir du 7 avril au 12 mai.
- Disney+ : saison 1 de Le pays des Tanabata à partir du 4 juillet au 8 août.
- Netflix : saison 1 des Escrocs de Tokyo à partir du 25 juillet.
- Disney+ : saison 1 de Mission : Yozakura Family à partir du 4 août.

#### Séries africaines
- Netflix : saison 4 de Blood & Water à partir du 1er mars.

#### Séries suédoises
- Netflix : saison 3 de Young Royals à partir du 11 au 18 mars.

#### Séries jordaniennes
- Netflix : saison 2 de AlRawabi School for Girls à partir du 15 février.

#### Séries mexicaines
- Netflix : saison 1 de Bandidos à partir du 13 mars.
- Netflix : saison 1 de The Accident à partir du 17 août.

#### Séries thaïlandaise
- Netflix : saison 1 de Doctor Climax à partir du 13 juin.

## Principaux décès
- 10 avril : O. J. Simpson (footballeur américain)
- 11 juin : Françoise Hardy (chanteuse française)
- 13 juillet : Shannen Doherty (actrice américaine)
- 7 août : Patrice Laffont (animateur français)
- 18 août : Alain Delon (acteur français)
- 27 septembre : Maggie Smith (actrice britannique)
- 3 octobre : Michel Blanc (acteur français)
- 16 octobre : Liam Payne (chanteur britannique membre des One Direction)
- 21 décembre : Maïté (restauratrice et animatrice française)

## Récompenses et distinctions
- x